# Cubillas de Santa Marta
Cubillas de Santa Marta – gmina w Hiszpanii, w prowincji Valladolid, w Kastylii i León, o powierzchni 23,55 km². W 2011 roku gmina liczyła 274 mieszkańców.